# Jaroslav Tůma (Organist)
Jaroslav Tůma (* 1956 in Prag) ist ein tschechischer Organist.

## Leben
Während des Studiums am Prager Konservatorium und an der Akademie der musischen Künste bei Milan Slechta und  Zuzana Růžičková machte er bei internationalen Wettbewerben auf sich aufmerksam.
Zu seinen größten Erfolgen zählen jeweils der 1. Preis bei den Orgel- und Improvisations-Wettbewerben in Nürnberg im Jahre 1980 und in Haarlem 1986. Weiterhin erhielt er Auszeichnungen in Linz 1978, Prager Frühling 1979 und beim Bachwettbewerb in Leipzig 1980. In den Jahren 1990 bis 1993 führte Jaroslav Tuma die gesamten Orgelwerke von Johann Sebastian Bach auf, wofür ihm der Jahrespreis der Stiftung „Tschechischer Musikfond“ verliehen wurde.
Seit 1990 unterrichtet Jaroslav Tuma an der Musikfakultät der Akademie der musischen Künste in Prag.

## Diskografie (Auszug)
- Orgellandschaft Niederlausitz Vol.10: „Finsterwalde und Sonnewalde“ (Orgeln in Finsterwalde, Sonnewalde, Breitenau, Dollenchen, Göllnitz)
- Historische Orgeln in Böhmen (Teil II): „Die romantische Dreimanualorgel des Orgelbauers Martin Zauss aus Cheb“ (Werke von Franck, Saint-Saens, Klicka)
- Georg Muffat: "Apparatus Musico-Organisticus" (Hans Heinrich Mundt-Orgel der Teynkirche zu Prag) Panton 1988
- Jan Zach: Sinfonie (Capella "Sancta Cæcilia", Jaroslav Tůma) Arta Records F10033 1992
- České varhanní koncerty 18. století (Jaroslav Tůma, Hipocondria Ensemble) Arta Records F10191 2010
- Adam Václav Michna: "Svaté lásky labirynth - Česká mariánská muzika (1647/2014) / Labyrinth of the Holy Love - Czech Music for the Virgin Mary" (Litoměřice, Dóm sv. Štěpána varhany z Kruhu) Arta Records F10206 2015
- Výmolovy Varhany 1760, Doubravník Arta Records F10226 2017